# جمار ويلسون
جمار ويلسون (بالإنجليزية: Jamar Wilson) مواليد 22 فبراير 1984 في ذا برونكس، هو لاعب كرة سلة أمريكي. بدأ مسيرته الاحترافية في سنة 2007. يلعب مع سي بي إستوديانتس في الدوري الإسباني لكرة السلة كلاعب هجوم خلفي. يحمل الرقم 31. يبلغ طوله 6 قدم 1 بوصة (1.9 م).

## المسيرة الاحترافية
لعب مع إسبون هونكا في موسم 2010–2011، ثم لعب مع كيرنز تيبانز في الدوري الأسترالي من سنة 2011 إلى 2014، ثم لعب مع أديليد ثيرتي سيكسترز في موسم 2014–2015، ثم لعب مع إس بي أو روان باسكت في الدوري الفرنسي في سنة 2015، ثم لعب مع نادي بارتيزان لكرة السلة في موسم 2015–2016، ثم لعب مع سي بي إستوديانتس في الدوري الإسباني في سنة 2016.

## روابط خارجية
- جمار ويلسون على موقع الاتحاد الدولي لكرة السلة (الإنجليزية)
- جمار ويلسون على موقع الدوري الإسباني لكرة السلة (الإسبانية)
- جمار ويلسون على موقع كرة السلة الأوروبية.كوم (الإنجليزية)
- جمار ويلسون على موقع كلية كرة السلة في سبورتس رفرنس.كوم (الإنجليزية)
- جمار ويلسون على موقع ريلجم (الإنجليزية)
- جمار ويلسون على موقع بروبوليرز (الإنجليزية)
- جمار ويلسون على موقع سبورتس رفرنس (الإنجليزية)